# 伊斯梅爾·加斯普林斯基
伊斯梅爾·加斯普林斯基（1851年3月8日—1914年9月11日），尊称伊斯梅爾-貝伊·加斯普林斯基，克里米亞韃靼人，俄罗斯帝国教育家、出版人、政治家，他是俄羅斯帝国最早的穆斯林知識分子之一，因認識到需要通過教育和文化改革使突厥民族穆斯林社會步入現代化，从而开创了“扎吉德”新式教育，促进了俄罗斯穆斯林文化的发展。其姓氏來自克里米亞的地名加斯普拉。

## 生平
1876年，加斯普林斯基在巴黎大学留学3年后回到家乡克里米亞，在“吉坦日林马德拉萨”（Зынджырлы медресе）任教。（传统伊斯兰教宗教学校分为两级，“马克塔布”即初级学校、“马德拉萨”即高级学校。）任教期间，在学校抄录报纸新闻，去咖啡馆用俄语朗读报纸，向民众介绍俄国国内外时事。他重新研究突厥语，并开始批评伊斯兰学校的教学制度，主张科学作息、正规教学，每节课45分钟，按规定时间在上下课时打铃，教师按铃声上下课。但一些习惯随意教学的伊斯兰教育家坚决反对他的改革，他们向宗教上层人士告状，又用人身安全威胁加斯普林斯基。加斯普林斯基被迫从学校辞职。
1881年，加斯普林斯基在《俄国的穆斯林》一书中指出数百年来鞑靼人社会发展停滞的主要原因是文盲太多，缺乏欧洲式教育。他认为应先扫除文盲，再传播欧洲的文化、科学和思想。他还指出俄国政府从不帮穆斯林发展教育，俄国政府的司法、教育、立法都以消灭或同化少数民族为目的。
1883年，加斯普林斯基提出“突厥人”要“Единство в словах，мысляхи делах！”（在语言、思想和行动上联合起来！）。他还设计了一套察合台式（Файдалыэглендже）通用突厥文，实为阿拉伯字母书写的鞑靼文，并用这套文字于1883年创办《译文报》。该报成为加斯普林斯基宣传“扎吉德”的工具。宣传“扎吉德”的报刊在此前后纷纷出现。1905年俄国革命后，鞑靼“扎吉德”教育运动获得新发展。到1918年底，鞑靼人共创办63种报纸，34种杂志。其中《译文报》影响最大，发行量从起初320份到全盛时期超过万份，在俄国的鞑靼斯坦、阿塞拜疆、突厥斯坦广泛流传，还流传到土耳其、波斯、埃及、保加利亚、罗马尼亚等国。俄国鞑靼人还把《译文报》带到中国新疆，“扎吉德”和泛突厥主义通过这些鞑靼人及《译文报》传播到新疆。
1884年，加斯普林斯基在克里米亚首府巴赫奇萨赖创办第一所“扎吉德”学校。加斯普林斯基在巴赫奇萨赖的学校里开展教学改革，用新发音方法教授阿拉伯字母，用音素法取代音节法，从朗诵转向既重朗诵又重实用读写能力。新教学方式使学生们在数月内便学会了识字，而用传统方式通常需三年或更长时间。加斯普林斯基提倡的“扎吉德”教育在俄国的穆斯林地区产生了很大影响。“扎吉德”学校极大提高了鞑靼人的教育水平。1897年时，鞑靼穆斯林的识字率已超过20%。日本学者山内昌之说：“在19-20世纪初期的鞑靼社会中，学校教育的改革是一件生死攸关的事情。”通过这场改革，喀山在“1905年革命后成为俄国穆斯林的政治、文化中心，在伊斯兰世界中扮演着并不亚于伊斯坦布尔、开罗、贝鲁特的角色”。
加斯普林斯基还曾改革克里米亞韃靼語書寫方法。
加斯普林斯基也為女性出版了杂志《女性世界》（土耳其語：Alem-i Nisvan），由其女兒谢菲卡（土耳其語：Şefiqa）编辑；另外还为兒童出版了《兒童世界》（土耳其語：Alem-i Subyan）。1907年，加斯普林斯基等人创办了穆斯林聯盟（土耳其語：İttifaq-i Müslimin），團结俄国各突厥民族穆斯林知識分子。
1914年9月11日，加斯普林斯基逝世。